# Радинка
Ра́динка — село в Україні, у Поліській селищній територіальній громаді Вишгородського району Київської області.  

## Історія
З 17 листопада 1993 до 10 липня 1996 адміністративний центр колишнього Поліського району. 
19 липня 2020 року, в результаті адміністративно-територіальної реформи та ліквідації Поліського району, село увійшло до складу новоутвореного Вишгородського району.  
З лютого по квітень 2022 року село було окуповане російськими військами внаслідок вторгнення 2022 року.

## Персоналії
- Курач Василь Миколайович (1923—2014) — радянський і український кінооператор.

## Географія
Селом протікає річка Рядинка, права притока Ужа.У Радниці є школа, клуб, бібліотека(територія школи).